# Francesco Fontana
Francesco Fontana, B., italijanski rimskokatoliški duhovnik in kardinal, * 28. avgust 1750, Casalmaggiore, † 19. marec 1822.

## Življenjepis
Leta 1774 je prejel duhovniško posvečenje.
8. marca 1816 je bil povzdignjen v kardinala in imenovan za kardinal-duhovnika S. Maria sopra Minerva.
30. junija 1816 je bil imenovan za prefekta znotraj Rimske kurije in 24. septembra 1818 še za prefekta Kongregacije za propagando vere.